# 靳勉
靳勉，山西曲沃人，明朝政治人物、进士。
建文四年，鄉試中舉第一名。永樂二年（1404年），登進士，授太康縣知縣。